# Apoidea s.l.
Apoidea, de bijen in uitgebreide zin, is een superfamilie van de sectie Aculeata, de angeldragers, onderdeel van de suborde Apocrita, behorend tot de orde van vliesvleugeligen, de hymenoptera.
Onder deze superfamilie behoren de:
- Ampulicidae (kakkerlakwespen)
  - Ampulicinae
- Sphecidae (langsteelgraafwespen)
  - Ammophila (rupsendoders)
  - Poladonia (aardrupsendoders)
- Crabronidae (graafwespen)
  - Crabroninae
    - .... (36 genera/subgenera)
- Apidea s.l. (bijen)